# Фајете (Терамо)
Фајете (итал. Faiete) је насеље у Италији у округу Терамо, региону Абруцо.
Према процени из 2011. у насељу је живело 192 становника. Насеље се налази на надморској висини од 847 м.